# Gestor de finestres solapades

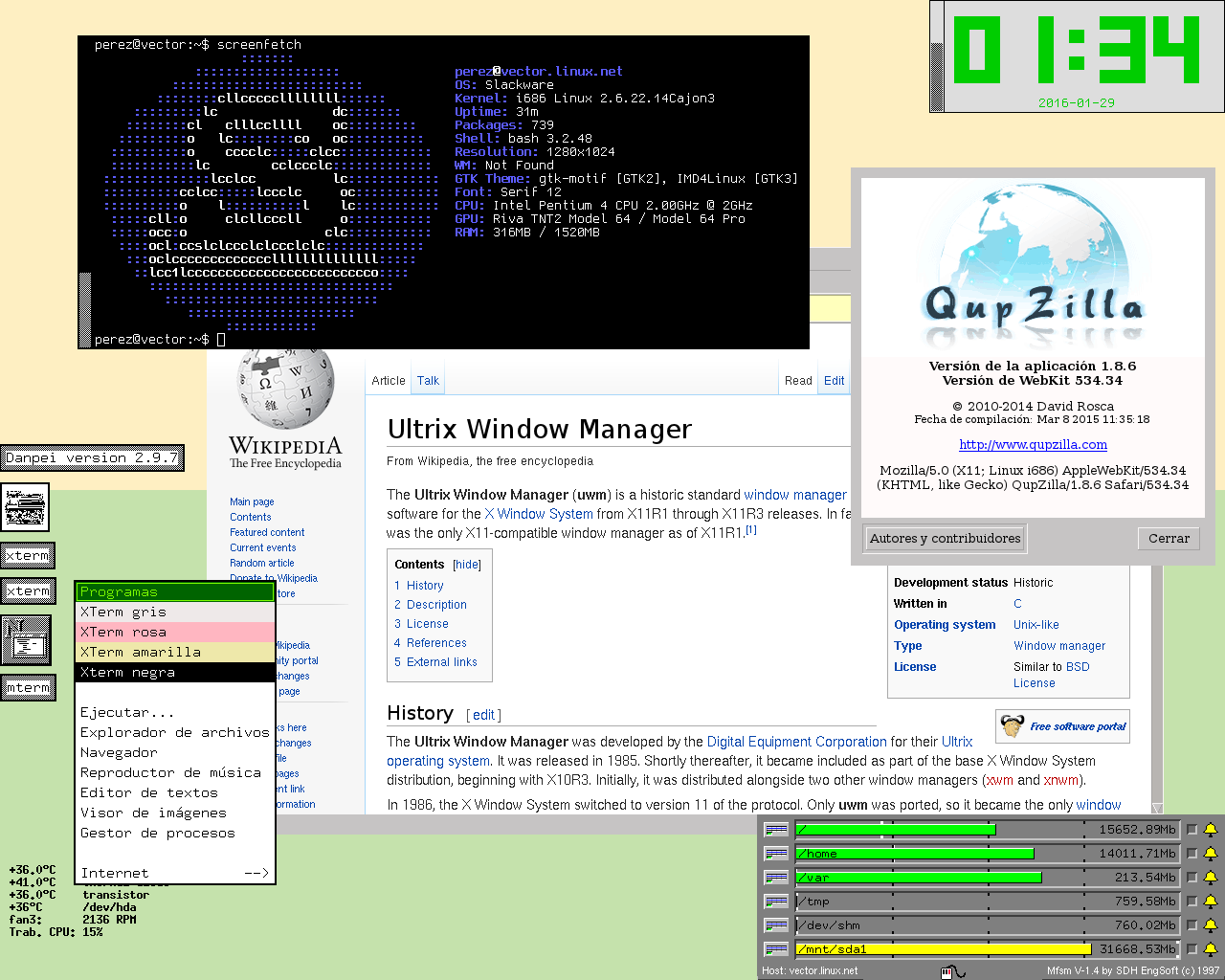
Una captura de pantalla d' Ultrix Window Manager, que utilitza un gestor de finestres solapades. Observeu com les finestres apilades se superposen.

Un gestor de finestres solapades (també anomenat gestor de finestres flotants ) és un gestor de finestres que dibuixa i permet que les finestres se superposin, sense utilitzar un algorisme de composició. Els gestors que permeten la superposició de finestres, no són gestors de finestres de composició i es consideren gestors de finestres solapades, encara que és possible que no tots utilitzin exactament els mateixos mètodes. Hi ha uns altres tipus de gestors de finestres que no permeten la superposició de finestres que s'anomenen, gestors de finestres en mosaic.
Els gestors de finestres solapades permeten que cada finestra se superposi sobre les altres, només clicant-la, deixant que les aplicacions escriguin només sobre la darrera que s'ha clicat i que roman al damunt de totes les altres finestres.
L'ordre en què s'han de solapar les finestres s'anomena ordre z.

## Història
- 1970: El Xerox Alto que contenia la primera interfície gràfica d'usuari comercial utilitzava un gestor de finestres solapades.[2]
- Principis de la dècada de 1980: el Xerox Star, successor del Xerox Alto, utilitzava finestres en mosaic per a la majoria de les aplicacions principals, i utilitzava el solapament només per a les finestres de diàleg eliminant la necessitat de solapar-les completament.[3]
- El Mac OS clàssic va ser un dels primers exemples d'èxit comercial d'una GUI que utilitzava només finestres solapades.
- GEM va ser anterior a Microsoft Windows i utilitzava només el solapament, permetent que totes les finestres se superposin.
- Amiga OS conté un primer exemple d'un gestor de finestres solapades molt avançat.

## Microsoft Windows
Microsoft Windows1.0 mostrava finestres mitjançant un gestor de finestres en mosaic. A Windows 2.0, es va substituir per un gestor de finestres solapades, que permetia que les finestres es superposessin. Microsoft va mantenir el gestor de finestres solapades a Windows XP, que presentava greus limitacions a la seva capacitat de mostrar contingut accelerat en 3D dins de finestres normals. Tot i que tècnicament era possible produir alguns efectes visuals amb programari de tercers. A partir de Windows Vista, un nou gestor de finestres de composició és el predeterminat als sistemes compatibles.

## X Window System
Molts gestors de finestres del sistema X Window ofereixen la funcionalitat de solapament de finestres:
- 2bwm
- 4Dwm
- AfterStep
- amiwm
- Awesome
- berry
- Blackbox
- ctwm
- cwm
- dwm
- qpwm
- eggwm
- Enlightenment
- Fluxbox
- FLWM
- FrankenWM
- FVWM
- FVWM95
- Goomwwm
- Hackedbox
- IceWM
- Iwm
- jbwm
- JWM
- Karmen
- KWin (amb compositing desconectat)
- MLVWM
- MWM
- Mutter
- Muffin
- olwm
- Openbox
- pawm
- PLWM
- Sawfish
- Scwm
- swm
- TinyWM
- tvtwm
- twm
- vwm
- vtwm
- Window Maker
- WindowLab
- wm2
- wmx

## Gestors de finestres híbrids
Alguns gestors de finestres són capaços de tractar la finestra de primer pla d'una manera completament diferent, representant-la de forma indirecta enviant la seva sortida a la targeta de vídeo per afegir-la al ràster de sortida. Tot i que aquesta tècnica pot ser possible amb alguns gestors de finestres solapades, tècnicament es denomina compositing, amb la finestra de primer pla i el ràster de la pantalla tractant-se de la mateixa manera al que serien dues finestres en un gestor de finestres de composició.
Interaccionar amb objectes fora de l'àrea original de la finestra de primer pla tampoc és possible, ja que el gestor de finestres no podria determinar què està veient l'usuari i passaria aquests clics del ratolí a qualsevol programa que ocupés aquestes àrees de la pantalla durant l'últim esdeveniment de solapament.